# Ситница (приток Ибара)
Ситница (серб. Ситница, Sitnica, алб. Sitnicë) — река в Косове. Длина — 90 км, площадь водосборного бассейна — 3129 км².
Река формируется недалеко от сербского города Урошевац. Впадает в реку Ибар. Высота устья — 499 м над уровнем моря.

## История
В XIV веке, во время правления короля Милутина был прокопан канал, соединяющий Ситницу и реку Неродимка, образующий бифуркацию, так как Неродимка течёт на юг, впадая в реку Лепенац (бассейн Эгейского моря), в то время как Ситница течёт на север, впадая в реку Ибар (бассейн Чёрного моря). После Второй мировой войны канал был опять засыпан землёй.